# Episodi di Fiabe ungheresi (seconda stagione)
La seconda stagione di Fiabe ungheresi è stata prodotta nel 1979 e trasmessa da Magyar Televízió tra l'8 ottobre 1981 e il 3 gennaio 1982. In Italia è stata trasmessa da Rete 3 nel febbraio 1981 e replicata dalla stessa rete nel 2005 con un altro doppiaggio.
| n° | Titolo originale               | Titolo italiano                           | Prima TV Ungheria | Prima TV Italia  |
| -- | ------------------------------ | ----------------------------------------- | ----------------- | ---------------- |
| 1  | Király kis Miklós              | Le avventure di Re Cavillo                | 8 ottobre 1981    | 9 febbraio 1981  |
| 2  | Az égig érő fa                 | L'albero che toccava il cielo             | 15 ottobre 1981   | 14 febbraio 1981 |
| 3  | A csókaleányok                 | Le 12 cornacchie                          | 25 ottobre 1981   | 12 febbraio 1981 |
| 4  | A két koma                     | I due amici                               | 29 ottobre 1981   | 11 febbraio 1981 |
| 5  | A királykisasszony jegyei      | Le tre voglie della principessa           | 3 novembre 1981   | 14 febbraio 1981 |
| 6  | A két aranyhajú fiú            |                                           | 12 novembre 1981  |                  |
| 7  | A rókaszemű menyecske          | La principessa dagli occhi di volpe       | 19 novembre 1981  | 13 febbraio 1981 |
| 8  | A bíró okos lánya              | La furba figlia del sindaco del villaggio | 26 novembre 1981  | 9 febbraio 1981  |
| 9  | A csillagszemű juhász          | Il pastore dagli occhi di stelle          | 3 dicembre 1981   | 7 febbraio 1981  |
| 10 | Hamupipőke királyfi            | Cenerentolo                               | 10 dicembre 1981  | 8 febbraio 1981  |
| 11 | Egyszemű, kétszemű, háromszemű | Unocchio, dueocchi, treocchi              | 17 dicembre 1981  | 8 febbraio 1981  |
| 12 | A rátóti csikótojás            | L'uovo di cavallo Ratot                   | 26 dicembre 1981  | 12 febbraio 1981 |
| 13 | A pulikutya                    | Il cagnolino                              | 3 gennaio 1982    | 10 febbraio 1981 |